# Tarik Muharemović
Tarik Muharemović (slowenisch Tarik Muharemovič; * 28. Februar 2003 in Ljubljana) ist ein bosnisch-slowenischer Fußballspieler.

## Karriere

### Verein
Muharemović begann seine Karriere beim SK Austria Kärnten. Nach dessen Insolvenz wechselte er zur Saison 2010/11 zum SK Austria Klagenfurt. Im September 2018 debütierte er gegen den SC Launsdorf für die Amateure der Klagenfurter in der sechstklassigen 1. Klasse. In jenem Spiel erzielte er auch prompt sein erstes Tor für Klagenfurt II. Dies blieb allerdings ein einziger Einsatz für das Team. Im Februar 2019 wechselte Muharemović in die Akademie des Wolfsberger AC. Zur Saison 2020/21 rückte er in den Kader der Amateure der Kärntner auf. Für diese spielte er im September 2020 gegen den WSC Hertha Wels erstmals in der Regionalliga.
Im April 2021 debütierte Muharemović für die Profis des WAC in der Bundesliga, als er am 27. Spieltag der Saison 2020/21 gegen den FC Red Bull Salzburg in der 68. Minute für Luka Lotschoschwili eingewechselt wurde. Bis Saisonende kam er zu fünf Einsätzen für den WAC in der Bundesliga. Nach der Saison 2020/21 verließ er die Kärntner. Daraufhin wechselte er im August 2021 nach Italien in die Jugend von Juventus Turin, wo er einen bis Juni 2025 laufenden Vertrag erhielt.
Bei Juventus kommt Muharemović seit 2022 regelmäßig in der zweiten Profimannschaft, der Juventus Next Gen, in der Serie C zum Einsatz.
Für die Saison 2024/25 wechselt Muharemović auf Leihbasis zu dem italienischen Zweitligisten US Sassuolo Calcio in der Serie B.

### Nationalmannschaft
Muharemović, der auch einen slowenischen Pass besitzt, spielte im Juni 2021 erstmals für die bosnische U-19-Auswahl. Zwischen 2022 und 2024 kam er elfmal in der U21 von Bosnien und Herzegowina zum Einsatz.
Am 3. Juni 2024 gab Muharemović bei der 0:3-Niederlage im Freundschaftsspiel gegen England unter Sergej Barbarez sein Debüt in der bosnischen A-Nationalmannschaft.

## Erfolge
- Italienischer Zweitligameister: 2024/25

## Persönliches
Sein Bruder Kenan (* 2006) ist ebenfalls Fußballspieler.